# Eralolo
Eralolo (Erelolo, Erebolo) ist eine osttimoresische Aldeia im Suco Lahae (Verwaltungsamt Aileu, Gemeinde Aileu). 2015 lebten in der Aldeia 112 Menschen.

## Geographie
Eralolo liegt im Zentrum des Sucos Lahae. Westlich befindet sich die Aldeia Lacasori, östlich die Aldeia Denhuni und nördlich die Aldeia Lahae. Hier bildet der Daisoli die Grenze, ein Nebenfluss des Nördlichen Lacló. Im Nordosten grenzt Eralolo an den Suco Bandudato und im Süden an die Gemeinde Ainaro mit ihrem Suco Maubisse (Verwaltungsamt Maubisse). Südlich des Flusses Daisoli durchquert die Überlandstraße von Aileu nach Maubisse den Norden von Eralolo. An ihr liegt der Ort Tuan, dessen Westhälfte sich in der Aldeia Lacasori befindet. Nach Süden hin steigt das Land auf eine Meereshöhe von über 1500 m.

## Politik
2023 wurde Paulo Laca zum Chefe de Aldeia gewählt.